# Jack Sher
Jack Sher (Minneapolis, 14 marzo 1913 – Los Angeles, 23 agosto 1988) è stato un regista, sceneggiatore e produttore cinematografico statunitense. Ha curato la sceneggiatura di numerosi film con Audie Murphy.

## Filmografia parziale
- L'avventuriera di Tangeri (My Favorite Spy), regia di Norman Z. McLeod (1951)
- Polizia militare (Off Limits), regia di George Marshall (1953)
- The Kid from Left Field, regia di Harmon Jones (1953)
- I gangster del ring (World in My Corner), regia di Jesse Hibbs (1956)
- La terra degli Apaches (Walk the Proud Land), regia di Jesse Hibbs (1956)
- Quattro ragazze in gamba (Four Girls in Town), regia di Jack Sher (1957)
- Joe Butterfly, regia di Jesse Hibbs (1957)
- Kathy O', regia di Jack Sher (1958)
- Il selvaggio e l'innocente (The Wild and the Innocent), regia di Jack Sher (1959)
- I viaggi di Gulliver (The Three Worlds of Gulliver), regia di Jack Sher (1960)
- Love in a Goldfish Bowl, regia di Jack Sher (1961)
- Paris Blues, regia di Martin Ritt (1961)
- Mia moglie ci prova (Critic's Choice), regia di Don Weis (1963)
- Fammi posto tesoro (Move Over, Darling), regia di Michael Gordon (1963)
- Addio vecchia Ann (Goodbye, Raggedy Ann) regia di Jack Sher (1971)
- L'inseguito (Slither) regia di Howard Zieff (1973)
- Holmes & Yoyo regia di Jack Sher e Lee Hewitt (1976-77)